# 詹化雨
詹化雨（1911年—1984年12月3日）安徽省金寨县人，中国人民解放军将领、中国人民解放军开国少将。

## 生平
1929年，詹化雨参加中国共产党领导的革命。1930年参加中国共产党。1931年参加中国工农红军，此后历任班长、队长、团长、纵队参谋长、军政委等职，在红军时期参加了以大别山为中心的鄂豫皖区三年游击战争。
抗日战争时期，参加了淮南地区的反“顽”（国民党顽固派）斗争、津浦路西地区反扫荡战斗。第二次国共内战时期，参加过鲁南战役、淮海战役、渡江战役、上海战役等战役与战斗。中华人民共和国成立后，历任军委总参谋部测绘局政委、西藏军区副政委、福州军区副政委等职，并被选为第五届全国政协委员。1955年，获授中国人民解放军少将军衔。。后来出任福州军区顾问。
1984年12月3日，詹化雨在福州病逝，享年73岁。